# Manuel Manquiña
Manuel Juan Francisco del Cristo de la Victoria Prieto Comesaña, conocido artísticamente como Manuel Manquiña (Vigo, Galicia, 2 de agosto de 1953), es un actor español. Su andadura en el mundo de la interpretación empieza en los años 1980.

## Biografía
Comenzó su carrera en programas humorísticos de la Televisión de Galicia y en varias películas dirigidas por directores gallegos como Antonio Blanco y Xavier Villaverde. Saltó a la fama por su papel en la película de 1997 de Juanma Bajo Ulloa Airbag, que le valió una nominación al premio Goya al mejor actor revelación. Posteriormente apareció en el éxito de taquilla Torrente, el brazo tonto de la ley.
Con más de 30 películas en su currículo, el vigués Manuel Manquiña ha intervenido en algunos de los títulos más destacados del cine español de los últimos años, actividad que ha compaginado con la interpretación y la dirección teatral (Héroes, Historias de Bolsillo, escritas también por el actor) y la televisión (Moncloa ¿dígame?, Manolito Gafotas, Manolo y Benito Corporeision...).
Además ha protagonizado monólogos de humor y ha participado y cantado en giras de Siniestro Total y el programa infantil Xabarín Club.
Otra serie por la que Manquiña es bien conocido, es por su interpretación del personaje Martínez el Facha para el canal de YouTube de la revista El Jueves.
Actualmente es personaje fijo en la serie Era Visto! emitida por las noches en la TVG.
Está casado con la hija de una hermana de Manuel Fraga, por lo que fue sobrino político del ya fallecido político gallego.

## Filmografía parcial
- Tacón (1982), de Xavier Villaverde.
- Continental (1990), de Xavier Villaverde.
- A Sorte cambia (1991), de Héctor Carré.
- La matanza caníbal de los garrulos lisérgicos (1993), de Antonio Blanco y Ricardo Llovo.
- A todo tren (1995), de Lidia Mosquera.
- Matías, juez de línea (1996), de Santiago Aguilar y Luis Guridi.
- O tesouro (1997), de Xaime Fandiño.
- Airbag (1997), de Juanma Bajo Ulloa.
- Atilano, presidente (1998), de Santiago Aguilar y Luis Guridi.
- Mararía (1998), de Antonio José Betancor.
- Insomnio (1998), de Chus Gutiérrez.
- Frontera Sur (1998), de Gerardo Herrero.
- Torrente, el brazo tonto de la ley (1998), de Santiago Segura.
- Finisterre, donde termina el mundo (1998), de Xavier Villaverde.
- Entre las piernas (1999), de Manuel Gómez Pereira.
- La mujer más fea del mundo (1999), de Miguel Bardem.
- Pídele cuentas al rey (1999), de José Antonio Quirós.
- Sobreviviré (1999), de Alfonso Albacete y David Menkes.
- El figurante (2000), de Rómulo Aguillaume.
- Sé quién eres (2000), de Patricia Ferreira.
- Capitanes de Abril (2000), de María de Medeiros.
- Año mariano (2000), de Karra Elejalde y Fernando Guillén Cuervo.
- Galáctea: A conquista da via láctea (2001), de Cora Peña.
- Lena (2001), de Gonzalo Tapia.
- Pata negra (2001), de Luis Oliveros.
- Gente pez (2001), de Jorge Iglesias.
- El caballero don Quijote (2002), de Manuel Gutiérrez Aragón.
- El robo más grande jamás contado (2002), de Daniel Monzón.
- Cosa de brujas (2003), de Daniel Monzón.
- El lápiz del carpintero (2003), de Antón Reixa.
- Haz conmigo lo que quieras (2003), de Ramón de España.
- Entre vivir y soñar (2004), de Alfonso Albacete y David Menkes.
- Un rey en La Habana (2005), de Alexis Valdés.
- Bajo aguas tranquilas (2005), de Brian Yuzna.
- Siempre Habana (2005), de Sergio Colastra y Ángel Peláez.
- El partido (2006), de Juan Calvo.
- Locos por el sexo (2006), de Javier Rebollo.
- Los managers (2006), de Fernando Guillén Cuervo.
- La caja (2007), de Juan Carlos Falcón.
- Pérez, el ratoncito de tus sueños 2 (2008), de Andrés G. Schaer.
- O Apóstolo (2010), de Fernando Cortizo.
- Lobos de Arga (2011), de Juan Martínez Moreno.
- Rey gitano (2015), de Juanma Bajo Ulloa.
- Memorias de un hombre en pijama (2018), de Carlos FerFer
- Antes de la quema (2019), de Fernando Colomo.
- Los Amigos - La Pinícula,  (2019), de Omar Rabuña.
- ¡Salta! (2023), de Olga Osorio.

## Televisión

### Personajes fijos
- A tumba aberta (1988), en TVG.
- Gran Casino (1989), en TVG.
- Fatal, fatal, fatal (1991), en TVG.
- Xabarín Club (1994), en TVG.
- A Familia Pita (1996), en TVG.
- Os vixilantes do Camiño (2000), en TVG.
- Fíos (2001), en TVG.
- Moncloa ¿dígame? (2001), en Telecinco como Vicente.
- London Street (2003), en Antena 3 como Balbino.
- Manolito Gafotas (2004), en Antena 3 como Bernabé.
- Máxima audiencia (2004), en TVG.
- Manolo y Benito Corporeision (2006-2007), en Antena 3 como don Julián.
- ¡A ver si llego! (2009), en Telecinco como Juanma.
- Era visto! (2011), en TVG como don Anselmo
- Águila Roja (2016), en TVE como Emilio Montalvo / Eduardo
- Operación Marea Negra (Prime) como Anchon

### Personajes episódicos
- La corriente alterna (2002), en Telecinco.
- Paraíso (2003), en TVE.
- Maneras de sobrevivir (2005), en Telecinco.
- Cuéntame cómo pasó (2015), en TVE.
- Olmos y Robles (2016) La 1. Como Eugenio Peralta "Comecocos"
- Arde Madrid (2018) Movistar+. Como Joyero

## Otras colaboraciones
- En teatro ha actuado en Pop Corn (1998), obra escrita por Ben Elton, dirigida y adaptada por Juanma Bajo Ulloa; el espectáculo Va de risas, con Luis Zahera y Dani Mateo; de nuevo con Zahera en el monólogo teatral Noites de Retranca (2011); y ese mismo año el espectáculo de humor O indignado.
- Entre los años 2000 y 2002 participó en varios monólogos de El club de la comedia.
- Participó en el 6º trabajo del grupo gallego de hiphop Comando Parke, Instinto animal (2008).

## Premios y nominaciones
- 1998
  - Candidato al Premio Goya al Mejor actor revelación por Airbag.
  - Candidato al Premio de la Unión de Actores a la Mejor interpretación secundaria de cine por Airbag.
- 2000
  - Premio de interpretación del Festival Internacional de Cine Independiente de Elche por El figurante.
  - Premio del Concurso Nacional de Cortometrajes de Antequera por El figurante.
  - Premio del Festival de Cortometrajes de Aguilar de Campoo a la Mejor interpretación masculina por El figurante.
- 2011
  - En 2011 estampo sus huellas en el Paseo de la Fama de Sada, destinado para grandes figuras del arte, la cultura o el deporte gallego.[2]